# Александрос Сволос
Александрос Сволос (грец. Αλέξανδρος Σβώλος; 1892 — 22 лютого 1956) — грецький правник, голова Комітету національного визволення — фактично прем'єр-міністр грецьких територій, які не було окуповано Німеччиною під час Другої світової війни.